# Moussa Sylla
Moussa Sylla (Étampes, 25 november 1999) is een Frans voetballer die doorgaans als aanvaller speelt en uitkomt voor SM Caen.

## Clubcarrière

### AS Monaco
In 2014 kwam Sylla terecht in de jeugd van AS Monaco. Met AS Monaco Onder 19 speelde hij in het seizoen 2016/17 een achttal wedstrijden in de UEFA Youth League. Op 10 februari 2017 Sylla zijn eerste profcontract en op 21 april 2018 debuteerde hij in de Ligue 1 tegen EA Guingamp. Op 6 mei 2018 maakte hij twee doelpunten in de competitiewedstrijd tegen SM Caen.

### FC Utrecht
Op 15 september 2020 tekende hij een contract tot en met 2023 bij FC Utrecht. Tevens zit er een optie in om het contract met nog een jaar te verlengen. 

## Clubstatistieken

### Beloften
| Seizoen                    | Club            | Land                   | Competitie             | Competitie | Competitie | Beker | Beker | Overig | Overig | Totaal | Totaal |
| Seizoen                    | Club            | Land                   | Competitie             | Wed.       | Dlp.       | Wed.  | Dlp.  | Wed.   | Dlp.   | Wed.   | Dlp.   |
| -------------------------- | --------------- | ---------------------- | ---------------------- | ---------- | ---------- | ----- | ----- | ------ | ------ | ------ | ------ |
| 2016/17                    | AS Monaco B     | Championnat National 2 | Championnat National 2 | 5          | 1          | –     | –     | 0      | 0      | 5      | 1      |
| 2017/18                    | AS Monaco B     | Championnat National 2 | Championnat National 2 | 19         | 11         | –     | –     | 0      | 0      | 19     | 11     |
| 2018/19                    | AS Monaco B     | Championnat National 2 | Championnat National 2 | 8          | 7          | –     | –     | 0      | 0      | 8      | 7      |
| 2019/20                    | AS Monaco B     | Championnat National 2 | Championnat National 2 | 13         | 4          | –     | –     | 0      | 0      | 13     | 4      |
| Clubtotaal                 | Clubtotaal      | Clubtotaal             | Clubtotaal             | 45         | 23         | –     | –     | 0      | 0      | 45     | 23     |
| 2020/21                    | Jong FC Utrecht | Eerste divisie         | Eerste divisie         | 4          | 0          | –     | –     | 0      | 0      | 4      | 0      |
| 2021/22                    | Jong FC Utrecht | Eerste divisie         | Eerste divisie         | 3          | 0          | –     | –     | 0      | 0      | 3      | 0      |
| Clubtotaal                 | Clubtotaal      | Clubtotaal             | Clubtotaal             | 7          | 0          | –     | –     | 0      | 0      | 7      | 0      |
| Carrièretotaal             | Carrièretotaal  | Carrièretotaal         | Carrièretotaal         | 52         | 23         | –     | –     | 0      | 0      | 52     | 23     |
| Bijgewerkt op 29 juni 2022 |                 |                        |                        |            |            |       |       |        |        |        |        |

### Senioren
De statisistieken voor bekerwedstrijden in het seizoen 2018/19 voor AS Monaco bestaan uit zowel de Coupe de France als de Coupe de la Ligue.
| Seizoen                       | Club            | Competitie      | Competitie | Competitie | Beker | Beker | Internationaal | Internationaal | Overig | Overig | Totaal | Totaal |
| Seizoen                       | Club            | Competitie      | Wed.       | Dlp.       | Wed.  | Dlp.  | Wed.           | Dlp.           | Wed.   | Dlp.   | Wed.   | Dlp.   |
| ----------------------------- | --------------- | --------------- | ---------- | ---------- | ----- | ----- | -------------- | -------------- | ------ | ------ | ------ | ------ |
| 2017/18                       | AS Monaco       | Ligue 1         | 5          | 2          | 0     | 0     | 0              | 0              | 0      | 0      | 5      | 0      |
| 2018/19                       | AS Monaco       | Ligue 1         | 18         | 0          | 4     | 1     | 6              | 1              | 0      | 0      | 28     | 2      |
| 2019/20                       | AS Monaco       | Ligue 1         | 1          | 0          | 0     | 0     | 0              | 0              | 0      | 0      | 1      | 0      |
| Club totaal                   | Club totaal     | Club totaal     | 24         | 0          | 4     | 1     | 6              | 1              | 0      | 0      | 34     | 2      |
| 2020/21                       | FC Utrecht      | Eredivisie      | 21         | 0          | 2     | 1     | –              | –              | 0      | 0      | 23     | 1      |
| 2021/22                       | FC Utrecht      | Eredivisie      | 26         | 6          | 1     | 1     | –              | –              | 1      | 0      | 28     | 7      |
| 2022/23                       | FC Utrecht      | Eredivisie      | 10         | 1          | 1     | 0     | –              | –              | 0      | 0      | 11     | 1      |
| Club totaal                   | Club totaal     | Club totaal     | 57         | 7          | 4     | 2     | –              | –              | 1      | 0      | 62     | 9      |
| 2022/23                       | SM Caen         | Ligue 2         | 0          | 0          | 0     | 0     | 0              | 0              | 0      | 0      | 0      | 0      |
| Club totaal                   | Club totaal     | Club totaal     | 0          | 0          | 0     | 0     | 0              | 0              | 0      | 0      | 0      | 0      |
| Carrière totaal               | Carrière totaal | Carrière totaal | 81         | 7          | 8     | 3     | 6              | 1              | 1      | 0      | 96     | 11     |
| Bijgewerkt op 1 februari 2023 |                 |                 |            |            |       |       |                |                |        |        |        |        |

## Interlandcarrière
Sylla kwam uit voor verschillende Franse nationale jeugdelftallen. In 2018 debuteerde hij in Frankrijk –20.